# Cantonul Saint-Privat
Cantonul Saint-Privat este un canton din arondismentul Tulle, departamentul Corrèze, regiunea Limousin, Franța.

## Comune
- Auriac
- Bassignac-le-Haut
- Darazac
- Hautefage
- Rilhac-Xaintrie
- Saint-Cirgues-la-Loutre
- Saint-Geniez-ô-Merle
- Saint-Julien-aux-Bois
- Saint-Privat (reședință)
- Servières-le-Château